# چوزی دوم
چوزی (به چینی: 出子؛ ۳۸۹ یا ۳۸۸-۳۸۵ پ. م)؛ فرمانروای ایالت چین در دودمان ژو از ۳۸۶ پ. م تا ۳۸۵ پ. م بود. ایالت چین در آینده همه کشور چین را یکپارچه ساخت و تبدیل به دودمان چین شد. او دومین فرمانروای چین با نام چوزی بود. او همچنین با نام‌های حاکم چو چین (秦出公)، شائوژو چین (秦少主) یا شیائوژو چین (秦小主) نیز شناخته می‌شود (شائوژو و شیائوژو هر دو به معنای "ارباب جوان" هستند).
چوزی نوه حاکم جیان چین بود. حاکم جیان عموی حاکم لینگ، حاکم پیش از خود، بود. هنگامی که حاکم لینگ در سال ۴۱۵ پ. م درگذشت، تاج و تخت به جای پسرش، حاکم شیان، به عمویش حاکم جیان رسید. حاکم جیان ۱۵ سال سلطنت کرد و پسرش، پدر چوزی، حاکم هویی دوم، جانشین او شد که ۱۳ سال سلطنت کرد و در سال ۳۸۷ پ. م درگذشت. زمانی که چوزی جانشین پدرش به عنوان فرمانروای چین شد، او یک یا دو ساله بود و ایالت چین عملاً توسط مادرش، حاکمه شیائوژو، اداره می‌شد. در ۳۸۵ پ. م، دومین سال سلطنت چوزی، وزیر جون گای (菌改) علیه چوزی و حاکمه شورید. او نیروهای خود را برای همراهی حاکم شیان به چین که در آن زمان به ایالت وی تبعید شده بود، رهبری کرد، جون گای چوزی و مادرش را کشت و حاکم شیان را بر تخت نشاند. چوزی تنها سه یا چهار ساله بود که کشته شد.